# Thomas N’Kono
Thomas N’Kono (* 20. Juli 1955 in Dizangué) ist ein ehemaliger kamerunischer Fußballtorwart.

## Leben
N’Kono gilt als einer der besten Torhüter, die der afrikanische Kontinent je hervorgebracht hat. Insgesamt war er bei drei Weltmeisterschaften (1982, 1990 und 1994) im Aufgebot der „unzähmbaren Löwen“ und kam dabei auf acht Einsätze.
Bei seiner ersten WM, 1982 in Spanien, konnte sich N’Kono, der drei Jahre zuvor in Afrika zum Fußballer des Jahres gekürt wurde, in den Spielen gegen Peru und Polen auszeichnen und rettete seiner Mannschaft jeweils ein torloses Remis. Auch gegen Italien konnte der „Jaguar von Yaounde“ in der ersten Spielhälfte überzeugen, machte jedoch beim einzigen Gegentor in der 60. Minute keine glückliche Figur. Zwar konnte Kamerun noch ausgleichen, doch es fehlte schlussendlich ein Treffer zum Erreichen der nächsten Runde.
Nicht nur wegen seiner respektablen Leistung bei der WM, sondern wohl auch aufgrund der Erfolge mit seinem Verein Canon Yaoundé, der zwischen 1979 und 1982 insgesamt fünf Titel, darunter die CAF Champions League und den African Cup Winners’ Cup, gewinnen konnte, verlieh man ihm 1982 abermals den Titel „Afrikas Fußballer des Jahres“. Damit war N’Kono der erste Spieler, an den diese Auszeichnung zum zweiten Mal vergeben wurde.
International auf sich aufmerksam gemacht, wurde der Afrikaner nach der WM vom spanischen Topklub Espanyol Barcelona verpflichtet, wo er die Fans ebenso schnell überzeugen konnte. In Anlehnung an Spaniens Torhüter-Idol Ricardo Zamora bekleidete man N’Kono mit dem Ehrentitel „El Zamora negro“ (der schwarze Zamora). Trotz guter Leistungen kam er aber erst in der Saison 1987/88 im Europapokal zum Einsatz. Mit phantastischen Paraden hatte er großen Anteil am UEFA-Pokal-Finaleinzug, in dem Espanyol aber im Elfmeterschießen an Bayer 04 Leverkusen scheiterte.
Für die Weltmeisterschaft 1990 in Italien war eigentlich Joseph-Antoine Bell als Nummer 1 im Kameruner Tor vorgesehen, doch der aufmüpfige Bell legte sich mit dem Verband an und wurde aus der Mannschaft gestrichen. Daher kam wie schon 1982 Thomas N’Kono zum Zug. Nach sensationellen Siegen über Argentinien (1:0) und Rumänien (2:1) konnte auch eine klare Niederlage gegen die UdSSR (0:4) den Gruppensieg der Afrikaner nicht verhindern. Im Achtelfinale gegen Kolumbien siegte Kamerun mit 2:1 und stand somit im Viertelfinale gegen England. In diesem Spiel agierte der damals knapp 34-jährige Keeper aber unglücklich. Beim Stand von 2:2 kollidierte er in der Verlängerung mit Englands Starstürmer Gary Lineker. Schiedsrichter Edgardo Codesal entschied auf Strafstoß und Lineker verwandelte selbst zum entscheidenden 3:2 für die Engländer. N’Kono beteuerte immer wieder seine Unschuld – er meinte, Lineker nicht einmal berührt zu haben.
Nach der WM wurde der Keeper in der Nationalmannschaft nicht mehr berücksichtigt – einzig zur WM 1994 fuhr er mit seinem Team als dritter Torwart in die USA. Auch bei seinem spanischen Klub war er nicht mehr erste Wahl und wechselte daraufhin in die 2., später in die 3. spanische Liga. Ende 1994 wechselte N’Kono noch einmal für drei Jahre zum bolivianischen Spitzenklub Club Bolívar, mit dem er zwei Meistertitel errang und danach im Alter von 42 Jahren seine aktive Karriere beendete.
Nach seiner aktiven Laufbahn wechselte Thomas N’Kono ins Trainergeschäft und war unter anderem als Torwarttrainer bei Kameruns Nationalmannschaft und bei Espanyol Barcelona tätig.

## Erfolge
- auf Vereinsebene:
  - Kamerunischer Meister (1974, 1977, 1979, 1980, 1982)
  - Gewinner der CAF Champions League (1978 und 1980)
  - Gewinner des African Cup Winners’ Cup (1979)
  - UEFA-Pokal-Finalist (1988)
  - Bolivianischer Meister (1996, 1997)

- mit der Nationalmannschaft:
  - Gewinner des Afrikanischen Nationen-Pokals (1984)
  - Viertelfinalist der Fußball-Weltmeisterschaft 1990

- Afrikas Fußballer des Jahres (1979 und 1982)

## Trivia
- Der italienische Torhüter Gianluigi Buffon, dessen Jugendvorbild N’Kono war, nannte seinen im Dezember 2007 geborenen Sohn zu Ehren des Kameruners Louis Thomas.[1]
- Bei der Wahl zu Afrikas Torhüter des Jahrhunderts belegte N’Kono hinter Joseph-Antoine Bell den zweiten Platz.